# 第3回オースティン映画批評家協会賞
第3回オースティン映画批評家協会賞は、オースティン映画批評家協会が2007年の映画に贈る賞である。

## トップ10
1. 『ゼア・ウィル・ビー・ブラッド』
2. 『ノーカントリー』
3. 『JUNO/ジュノ』
4. 『イントゥ・ザ・ワイルド』
5. 『3時10分、決断のとき』
6. 『無ケーカクの命中男/ノックトアップ』
7. 『その土曜日、7時58分』
8. 『つぐない』
9. 『アメリカン・ギャングスター』
10. 『イースタン・プロミス』

## 受賞
- 主演男優賞：
  - ダニエル・デイ＝ルイス - 『ゼア・ウィル・ビー・ブラッド』

- 主演女優賞：
  - エリオット・ペイジ - 『JUNO/ジュノ』

- アニメ映画賞:
  - 『レミーのおいしいレストラン』

- 撮影賞：
  - 『ゼア・ウィル・ビー・ブラッド』 - ロバート・エルスウィット

- 監督賞：
  - ポール・トーマス・アンダーソン - 『ゼア・ウィル・ビー・ブラッド』

- ドキュメンタリー映画賞：
  - The King of Kong: A Fistful of Quarters

- 作品賞：
  - 『ゼア・ウィル・ビー・ブラッド』

- 第一回作品賞：
  - 『ゴーン・ベイビー・ゴーン』 - ベン・アフレック

- 外国語映画賞：
  - 『ブラックブック』 ( オランダ)

- 作曲賞：
  - 『ゼア・ウィル・ビー・ブラッド』 - ジョニー・グリーンウッド

- 助演男優賞：
  - ハビエル・バルデム - 『ノーカントリー』

- 助演女優賞：
  - アリソン・ジャネイ - 『JUNO/ジュノ』

- 脚色賞：
  - 『ノーカントリー』 - コーエン兄弟

- 脚本賞：
  - 『JUNO/ジュノ』 - ディアブロ・コーディ

- ブレイクスルー・アーティスト賞：
  - マイケル・セラ - 『JUNO/ジュノ』、『スーパーバッド 童貞ウォーズ』

- オースティン映画賞:
  - 『グラインドハウス』 - ロバート・ロドリゲス、クエンティン・タランティーノ

| オースティン映画批評家協会賞      | オースティン映画批評家協会賞                   | オースティン映画批評家協会賞      |
| --------------------------------- | ---------------------------------------------- | --------------------------------- |
| 前回 （2006年度）                 | 第3回オースティン映画批評家協会賞 （2007年度） | 次回（2008年度）                  |
| 第2回オースティン映画批評家協会賞 | 第3回オースティン映画批評家協会賞 （2007年度） | 第4回オースティン映画批評家協会賞 |